# یوواتس
یوواتس (به صربی: Jovac) یک منطقهٔ مسکونی در صربستان است که در ناحیه پوموراولیه واقع شده‌است.
 یوواتس  ۱٬۲۵۸ نفر جمعیت دارد.